# 동경독립잡지
《동경독립잡지》(일본어: 東京独立雑誌 토쿄도쿠리츠잣시[*])는 1898년(메이지 31년), 야마가타 테이자부로가 지주(持主), 우치무라 칸조가 주필을 맡아 창간한 잡지이다.
《만조보》(萬朝報)의 기자였던 우치무라는 1898년 4월 21일, 조보사의 야마가타 이소오(山県五十雄)와 함께 야마가타의 형이자 학해지침사의 창설자 야마가타 테이자부로를 찾아가 새로운 잡지의 발행 계획을 상의했다. 테이자부로는 매월 100엔의 원조를 약속했고, 우치무라는 4월 24일 《만조보》에 사표를 제출했다. 사주 쿠로이와 루이코우는 만류 끝에 5월 4일 사표를 수리해 우치무라는 1898년 5월 22일 《만조보》에 〈퇴사의 사(辞)〉를 게재하고 퇴직했다.
6월 10일부터 우치무라가 주필이 되어 《동경독립잡지》를 창간했다. 잡지 표지에는 “사회, 정치, 문학, 과학, 교육, 종교상의 문제들을 정직하고 자유롭고 대담하게 평론토의한다”고 되어 있었던 바, 사회 전반에 대한 평론을 목적으로 했던 잡지였다. 창간호에는 오오시마 마사타케가 기고했다.
창간호부터 8호까지는 월 2회, 9호부터 72호(종간호)까지는 월 3회 발행했다. 주요 필진은 마츠무라 카이세키, 모토다 사쿠노신, 타오카 레이운, 야마가타 이소오, 코마이 곤노스케 등이었다. 통권 제18호부터는 지주 테이자부로가 사라지고, 주필 우치무라의 단독발행이 되었다. 발행 부수도 2천 수백 부가 되어 경영이 안정되었다. 사카이 기자부로, 니시카와 코지로, 사에키 요시로 등을 채용해서 편집진도 확충했다.
마사무네 하쿠쵸, 모리모토 케이조, 오기와라 로쿠잔, 소우마 아이조, 이구치 키겐지, 아사히나 기스케, 네모토 마스지로, 이마오카 신이치로, 우오즈미 카게오 등이 이 잡지를 애독했다.
1900년(메이지 33년) 7월 5일, 통권 제72호를 끝으로 돌연 폐간되었고, 동경독립잡지사도 해산되었다. 그 이유는 우치무라가 교장을 겸임하고 있던 여자독립학교 문제가 원인으로 사에키 등 사원들과 대립한 것이 원인이었다고 한다.  우치무라는 『동경독립잡지』 종간호에 새 잡지를 만든다는 광고를 게재하고, 1900년 10월 『성서지연구』를 창간했다. 『성서지연구』는 1930년(쇼와 5년) 우치무라가 사망할 때까지 30년간 간행되었다. 한편, 우치무라와 갈등을 빚은 사원들은 잡지 『동경논평』을 창간했다. 그 창간호에는 「동경독립잡지사 분열에 대하여」라는 기사가 부록으로 실렸다.

## 참고 자료
- 鈴木範久『内村鑑三』岩波書店、1983年
- 関根正雄『内村鑑三』清水書院、1967年